# 33882 Schönbächler
33882 Schönbächler è un asteroide della fascia principale. Scoperto nel 2000, presenta un'orbita caratterizzata da un semiasse maggiore pari a 2,331212 UA e da un'eccentricità di 0,068512, inclinata di 6,237840° rispetto all'eclittica.